# NGC 6734
NGC 6734 (другие обозначения — PGC 62786, ESO 104-36, AM 1902-653) — галактика в созвездии Павлин.
Этот объект входит в число перечисленных в оригинальной редакции «Нового общего каталога».